# Kay Gray
Kay Gray ist eine Weißweinsorte. Es handelt sich um eine Neuzüchtung zwischen ES 217 x  unbekannter Sorte, da offen abgeblüht. Die Kreuzung erfolgte im Jahre 1965 durch Elmer Swenson auf seinem eigenen Betrieb in der Nähe von Osceola in Wisconsin. Zum Anbau ist Kay Gray seit dem Jahr 1981 freigegeben. 
Es handelt sich dabei um eine überaus komplexe Züchtung in der Gene der Wildreben Vitis labrusca und Vitis riparia vorhanden sind. Benannt ist die Sorte nach Dick Gray, dem ehemaligen Direktor des Minnesota Freshwater Biological Institute und Freund von Swenson. Kay Gray ging später in die Neuzüchtungen Louise Swenson und Brianna ein. Die Weißweine sind neutral und kommen kaum über das Niveau eines Tafelweins hinaus.
Anpflanzungen der frühreifenden Sorte sind im amerikanischen Bundesstaat South Dakota (Weinbau in South Dakota) sowie in Kanada bekannt.
Elmer Swenson war auf der Suche nach frühreifenden und winterharten Sorten, die für den Norden der Vereinigten Staaten geeignet sind. Kay Gray ist bis −35 Grad Fahrenheit (−37 °C) winterhart und kann kurzfristig noch tieferen Temperaturen ausgesetzt werden. Anfällig ist die Sorte gegen die Pilzkrankheiten Echter Mehltau, Falscher Mehltau und Schwarzfäule.
Normalerweise haben Edelreben zwittrige Blüten und sind somit Selbstbefruchter. Wildreben und die meisten amerikanischen Reben sind zweihäusig. Sie haben Pflanzen mit männlichen oder weiblichen Blüten. Zur Befruchtung bedarf es daher immer einer männlichen und einer weiblichen Pflanze. Gleiches gilt für die Sorte Kay Gray.
Siehe auch die Artikel Weinbau in den Vereinigten Staaten und Weinbau in Kanada sowie die Liste von Rebsorten.
Abstammung ES 217 (Minnesota 78 x Golden Muscat) offen abgeblüht. Bei der Vatersorte könnte es sich um die alte Sorte Onaka handeln. Eine Bestätigung dieser Annahme steht noch aus.